# 勒皮圣雷帕拉德
勒皮圣雷帕拉德（法語：Le Puy-Sainte-Réparade，法語發音：[lə pɥi sɛ̃t ʁepaʁad]）是法国罗讷河口省的一个市镇，位于该省东南部，普罗旺斯地区艾克斯以北，属于普罗旺斯地区艾克斯区。

## 地理
勒皮圣雷帕拉德（43°39'48"N, 5°26'14"E）面积46.29 平方千米，位于法国普罗旺斯-阿尔卑斯-蓝色海岸大区罗讷河口省，该省份为法国东南部沿海省份，北起沃克吕兹省，西接加尔省，南濒地中海，东临瓦尔省。
与勒皮圣雷帕拉德接壤的市镇（或旧市镇、城区）包括：普罗旺斯地区艾克斯、梅拉尔格、罗涅、圣埃斯泰夫让松、沃内勒、佩尔蒂、维勒洛尔。

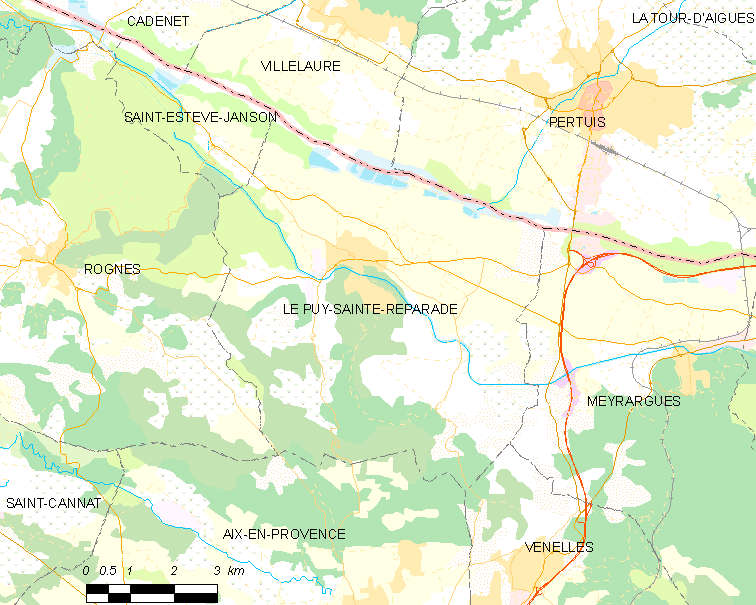
勒皮圣雷帕拉德的OSM定位图

勒皮圣雷帕拉德的时区为UTC+01:00、UTC+02:00（夏令时）。

## 行政
勒皮圣雷帕拉德的邮政编码为13610，INSEE市镇编码为13080。

## 政治
勒皮圣雷帕拉德所属的省级选区为特雷茨县。

## 人口

1962-2008年间勒皮圣雷帕拉德人口变化图示

勒皮圣雷帕拉德于2022年1月1日时的人口数量为5794人。